# Parodiolyra ramosissima
Parodiolyra ramosissima là một loài thực vật có hoa trong họ Hòa thảo. Loài này được (Trin.) Soderstr. & Zuloaga mô tả khoa học đầu tiên năm 1989.